# هيرميب (قمر)
هيرميب (بالإنجليزية: Hermippe)‏ المعروف أيضاً باسم المشتري الثلاثون (بالإنجليزية: Jupiter XXX)‏ ، هو قمر طبيعي غير نظامي يتحرك بحركة تراجعية تابع لكوكب المشتري.
و ينتمي هذا القمر إلى مجموعة أنانك التي يعتقد أنها بقايا تفكك شمسي حيث أن جميعها بالتالي لها أصل مشترك.

## اكتشافه
تم اكتشافه من قبل فريق من علماء الفلك من جامعة هاواي بقيادة سكوت شيبارد في عام 2001 للميلاد، وتمت تسميته حينها مؤقتاً S/2001 J 3.
و من ثم تمت تسميته من قبل الإتحاد الفلكي الدولي في أغسطس من عام 2003 للميلاد نسبة إلى هيرميب وهي إحدى عشيقات زيوس حسب الميثولوجيا الإغريقية.

## خصائصه
يبلغ قطر هذا القمر حوالي 4 كيلومترات.ويدور حول كوكب المشتري على مسافة متوسطة تبلغ 21,182 ميغامتر في 629.809 يوماً، بزاوية ميل يبلغ قدرها 151 درجة في اتجاه (°149 من خط الاستواء في المشتري) حسب مسير الشمس مع شذوذ مداري يبلغ قدره 0.2290.

## وصلات خارجية
- أقمار المشتري المعروفة (بواسطة سكوت شيبارد)
- صور فيلم أقمار المشتري الجديدة (صور)